# Jean Cot (général)
Pour les articles homonymes, voir Cot.
Jean Cot (né en 1934) est un militaire français, général d'armée dans le cadre de réserve.

## Biographie
Ancien élève de l'École militaire spéciale de Saint-Cyr, il a commandé deux compagnies en Algérie, puis, après avoir été nommé colonel en 1975, le 110e Régiment d'Infanterie de Donaueschingen, en Allemagne.
Promu général en 1982, il était le plus jeune général de l'armée de terre. Jean Cot a été inspecteur de la DOT, puis il a commandé la Ire Armée, de 1990 jusqu'à 1993 à Strasbourg et occupé le poste de directeur de cabinet du secrétaire général de la Défense nationale.
À partir de mars 1993, il commande la FORPRONU , en remplacement du général suédois Wahlgren (Philippe Morillon, commandant le théâtre Bosnie-Herzégovine, aura été moins de 2 semaines sous le commandement du général Jean Cot) ; il est rappelé en France, en mars 1994, à la demande de M. Boutros-Ghali,,.
Entre 2001 et 2004, il a enseigné à l'université de Reims.
Il est grand officier de la Légion d'honneur et titulaire de cinq citations.
Il est également titulaire de la Legion of Merit avec le grade d'officier et de l'ordre du Mérite de la République fédérale d'Allemagne avec le grade de commandeur.

## Décorations

### Intitulé
Grand officier de la Légion d'honneur
| Pays       | Décoration                                            | Rang       | Ruban |
| ---------- | ----------------------------------------------------- | ---------- | ----- |
| États-Unis | Legion of Merit                                       | Officier   |       |
| Allemagne  | Ordre du Mérite de la République fédérale d'Allemagne | Commandeur |       |

## Publications
- Dernière guerre balkanique ? Ex-Yougoslavie : témoignages, analyses, perspectives, L'Harmattan, 1996[9]en collaboration
- Dir., Opération des Nations Unies, Leçons de terrain (Cambodge, Somalie, Rwanda, ex-Yougoslavie), La Documentation Française, 1998.
- Demain la Bosnie : Ouvrage rédigé à partir d'enquêtes en Bosnie en 1996 et 1998, L'Harmattan, 1999.
- La Paix du monde, une utopie réaliste, 2000.
- Parier pour la paix, Paris, Éditions Charles Léopold Mayer, 2006, 192 p. (ISBN 2-84377-121-8, lire en ligne)
- Dans l’œil du cyclone. À la tête de la Forpronu, ex-Yougoslavie, juillet 1993-mars 1994, L'esprit du livre éditions, 2011.
- Un monde en paix : une utopie réaliste ?, Paris, Éditions Charles Léopold Mayer, 2016, 175 p. (ISBN 978-2-84377-198-9, lire en ligne)